# Subdiviziunile Republicii Panama

Provinciile și teritoriile Republicii Panama

Republica Panama este împărțită în nouă provincii (provincias) și cinci teritorii (comarcas în spaniolă). Teritoriile sunt locuite de mai multe grupuri indigene. Provinciile și trei din cele cinci teritorii cu statut provincial sunt conduse de către un guvern regional.

## Împărțirea provinciilor
Toate provinciile, dar și teritoriile Emberá-Wounaan și Ngäbe-Buglé sunt împărțite în mai multe districte.

## Provincii și teritorii

### Provincii
| Provincie      | Populație (2010) | Suprafață (km²) | Capitală             | Drapel           |
| -------------- | ---------------- | --------------- | -------------------- | ---------------- |
| Bocas del Toro | 125.461          | 4.643,91        | Bocas del Toro       |                  |
| Chiriquí       | 416.873          | 6.490,9         | David                |                  |
| Coclé          | 233.708          | 4.949,78        | Penonomé             | Bandera de Coclé |
| Colón          | 241.928          | 4.868,36        | Colón                | Bandera de Colón |
| Darién         | 48.378           | 11.896,59       | La Palma             |                  |
| Herrera        | 109.955          | 2.336,35        | Chitré               |                  |
| Los Santos     | 89.592           | 3.804,64        | Las Tablas           |                  |
| Panamá         | 1.713.070        | 11.670,92       | Ciudad de Panamá     |                  |
| Veraguas       | 226.991          | 10.629,64       | Santiago de Veraguas |                  |

### Teritorii cu statut provincial
| Teritoriu (comarca) | Populație (2010) | Suprafață (km²) | Capitală    | Drapel               |
| ------------------- | ---------------- | --------------- | ----------- | -------------------- |
| Emberá-Wounaan      | 10.001           | 4.383,61        | Unión Chocó | —                    |
| Guna Yala           | 33.109           | 2.340,73        | El Porvenir | Bandera de Guna Yala |
| Ngäbe-Buglé         | 156.747          | 6.959,00        | Chichica    |                      |

### Teritorii fără statut provincial
Teritoriul Madungandi s-a creat în 1996 din partea nord-estică a provinciei Panamá și Wargandí s-a fondat în 2000 din districtul Pinogana în nordul a provinciei Darién. Deocamdată aceste teritorii sunt fără statut provincial și nu au guvern. În ambele teritorii Kuna este grupul etnic major.
| Teritoriu (comarca) | Populație | Suprafață (km²) | Capitală | Drapel |
| ------------------- | --------- | --------------- | -------- | ------ |
| Madungandi          | 4.350     | 2.318,0         | Ipetí    |        |
| Wargandi            | 1.491     | 775             | Wala     | —      |